# Светослав Иванов (шахматист)
Светослав Иванов е български шахматист с увреден слух, републикански шампион, участник в първенствата организирани от Международния комитет за тих шах (МКТШ).

## Международни участия
Най-доброто представяне на Александър Добрев е 6-ото отборно място на Европейската клубна купа, 2009 г., проведена в Германия.